# Adoxophyes telesticta
Adoxophyes telesticta es una especie de polilla del género Adoxophyes, tribu Archipini, subfamilia Tortricinae.

## Distribución
Se distribuye por Mauricio.

## Taxonomía
Fue descrita por Meyrick en 1930 y publicada en Transactions of the Entomological Society of London 78: 310.